# Стаськов, Николай Викторович
Николай Викторович Стаськов (род. 28 августа 1951, дер. Буда, Краснинский район, Смоленская область, РСФСР, СССР) — российский военачальник. Начальник штаба — первый заместитель командующего Воздушно-десантными войсками Российской Федерации (1998—2005), генерал-лейтенант, доктор политических наук (2005). Статс-секретарь – заместитель председателя ДОСААФ России с 2016 года.

## Биография
Родился 28 августа 1951 года в деревне Буда Смоленской области. Окончил Рязанское высшее воздушно-десантное командное училище в 1973 году (1-я рота), позднее — Военную академию имени М. В. Фрунзе и Военную академию Генерального штаба. Проходил службу в Воздушно-десантных войсках СССР, служил командиром разведроты 108-го гв. парашютно-десантного полка, в составе сводной группы от 7-й и 76-й гв. вдд гвардии старший лейтенант Стаськов ездил в загранкомандировку военным специалистом в Эфиопию в 1977—1978 годах (из направленных туда вместе с ним девяти военных советников — офицеров ВДВ один погиб, двое попали в плен). По возвращении служил на командных должностях, командовал 300-м парашютно-десантным полком 98-й гв. вдд. С 1987 до 1991 года генерал-майор Стаськов руководил 242-м окружным учебным центром подготовки младших специалистов ВДВ, где его сменил в должности полковник В. А. Раевский.
С 1991 года Стаськов — в штабе ВДВ. В 1993—1998 годах был заместителем командующего ВДВ по миротворческим силам: командовал российскими миротворцами в Абхазии, Восточной Словении, Боснии и Герцеговине и Косово. В годы Первой чеченской войны командовал группировкой «Восток», участвовавшей в штурме Грозного: под его руководством она должна была имитировать главный удар федеральных войск и выманить боевиков из Грозного, однако не справилась с задачей из-за плохой координации. 31 декабря 1994 года, в день начала штурма колонна войск Стаськова попала под обстрел из гранатомётов: боевики выпустили по БТР генерал-лейтенанта гранату, но Стаськов успел нырнуть в люк и скомандовать водителю двигаться вперёд. Своевременная реакция спасла командующего от гибели. В июне 1999 года именно Стаськов, по его словам, отдал приказ о вводе российских миротворцев в Косово и последующем захвате аэропорта Слатина в Приштине. Тогда он разработал отвлекающую операцию: пригласив командование американской дивизии на вечеринку в Боснию с российскими миротворцами, Стаськов организовал подготовку батальонной тактической группы, которая на 13 транспортёрах выдвинулась в направлении югославской границы и за 8 часов добралась до Приштины.
В августе 1999 года от командира 7-й гвардейской десантно-штурмовой дивизии Ю. М. Кривошеева он же узнал о вторжении боевиков в Дагестан и отдал распоряжение об отправке ВДВ в Дагестан, а позже распорядился ввести десантников и в Чечню. В ноябре 1999 года вылетал под Гудермес, где находилась российская группировка, и после сражения против боевиков сумел освободить двух десантников, попавших в плен под Харачоем. В 2004 году участвовал в выборах губернатора Псковской области и занял 6-е место с результатом в 3,82 % голосов. Препятствовал внедрению в ВДВ беретов нового образца (малого размера) взамен традиционных «маргеловских». Уволился в 2005 году в звании генерал-лейтенанта, в том же году успешно защитил диссертацию на соискание ученой степени доктора политических наук в Российской академии государственной службы при Президенте РФ на тему «Силовые операции в системе урегулирования этнополитических конфликтов: Отечественный и международный аспекты».
С 2011 по 2014 года являлся Советником Генерального директора ОАО Центрального научно-исследовательского института «Циклон». В 2015 году избран представителем Председателя ДОСААФ России по взаимодействию с Государственной думой. С апреля 2016 года — статс-секретарь – заместитель председателя ДОСААФ России. Член-корреспондент Академии безопасности, обороны и правопорядка (до её прекращения существования в 2008 году).
С 2013 года является председателем Международного союза десантников, сменив на этом посту А. Е. Слюсаря (не путать с Союзом десантников России, который возглавлял П. Я. Поповских).

## Награды
Награждён советскими орденами «За службу Родине в Вооруженных силах» III степени и «За личное мужество», российскими орденами «За военные заслуги» и «За заслуги перед Отечеством» IV степени, а также одиннадцатью медалями.